# Servicio 107 (Corredor Amarillo)
El servicio 107 fue una línea del Corredor Amarillo, que conectó los distritos de San Martín de Porres y Santiago de Surco.  

## Características
Inició operaciones el 17 de junio de 2018, con un recorrido que se extendía por el sur hasta el intercambio vial de la vía de Evitamiento y la avenida Javier Prado Este.
Volvió a operar el 12 de enero de 2023, con una nueva ruta que circuló desde la avenida A en el distrito de San Martín de Porres hasta la avenida Javier Prado Este en el distrito de Santiago de Surco.
Su flota estuvo compuesta por buses de 12 metros, todos ellos del modelo Titán Urbano Corredor de la carrocera Modasa.
| Lunes a sábado      | 05:00 a. m. - 11:00 p. m. |
| Domingos y feriados | 05:00 a. m. - 10:30 p. m. |

| General     | S/ 2.50 |
| Estudiantes | S/ 1.25 |

El medio de pago fue la tarjeta Lima Pass.

## Itinerario
En el sentido de ida, el recorrido inicia en el cruce de la avenida Canta Callao con la avenida A. Circula por las avenidas A, Marañón, Los Próceres de Huandoy, Naranjal, Canta Callao, Elmer Faucett, Morales Duárez, Línea Amarilla y la vía de Evitamiento. La ruta finaliza en el intercambio vial de la avenida Javier Prado Este.
En el sentido de vuelta, el recorrido es en el orden inverso al anteriormente mencionado.
| N.º                         | Paradero              | Común con            |
| Avenida Canta Callao        | Avenida Canta Callao  | Avenida Canta Callao |
| --------------------------- | --------------------- | -------------------- |
| 1                           | Avenida A             |                      |
| 2                           | Marañón               |                      |
| Avenida Marañón             |                       |                      |
| 3                           | Comisaría             |                      |
| Avenida Próceres de Huandoy |                       |                      |
| 4                           | Complejo Deportivo    |                      |
| 5                           | Piscobamba            |                      |
| Avenida Naranjal            |                       |                      |
| 6                           | Portales del Naranjal |                      |
| Avenida Canta Callao        |                       |                      |
| 7                           | Los Nogales           |                      |
| 8                           | Los Olivos            |                      |
| 9                           | Los Alisos            |                      |
| 10                          | Santa Rosa            |                      |
| 11                          | Izaguirre             |                      |
| 12                          | Dominicos             |                      |
| 13                          | Pacasmayo             |                      |
| 14                          | Bertello              |                      |
| 15                          | Faucett               |                      |
| Avenida Elmer Faucett       |                       |                      |
| 16                          | Aeronaval             |                      |
| 17                          | Grupo 8               |                      |
| 18                          | Outlet                |                      |
| 19                          | Aduanas               |                      |
| 20                          | Lima Cargo            |                      |
| 21                          | Quilca                |                      |
| Avenida Morales Duárez      |                       |                      |
| 22                          | Independencia         |                      |
| 23                          | Jorge Chávez          |                      |
| 24                          | 12 de Octubre         |                      |
| 25                          | Alcides Carrión       |                      |
| 26                          | Olaya                 |                      |
| 27                          | Chumpitaz             |                      |
| 28                          | Bella Unión           |                      |
| 29                          | Rodríguez de Mendoza  |                      |
| Vía de Evitamiento          |                       |                      |
| 30                          | Puente Nuevo          | 101                  |
| 31                          | Atarjea               | 101                  |
| 32                          | Perales               | 101                  |
| 33                          | Puente Azul           | 101                  |
| 34                          | Puente Santa Anita    | 101                  |
| 35                          | Puente Santa Rosa     | 101                  |
| 36                          | Javier Prado          | 101                  |

| N.º                         | Paradero              | Común con          |
| Vía de Evitamiento          | Vía de Evitamiento    | Vía de Evitamiento |
| --------------------------- | --------------------- | ------------------ |
| 1                           | Javier Prado          | 101                |
| 2                           | Puente Santa Rosa     | 101                |
| 3                           | Puente Santa Anita    | 101                |
| 4                           | Puente Azul           | 101                |
| 5                           | Perales               | 101                |
| 6                           | Atarjea               | 101                |
| 7                           | Puente Nuevo          | 101                |
| Avenida Morales Duárez      |                       |                    |
| 8                           | Bella Unión           |                    |
| 9                           | Chumpitaz             |                    |
| 10                          | Olaya                 |                    |
| 11                          | Alcides Carrión       |                    |
| 12                          | 12 de Octubre         |                    |
| 13                          | Jorge Chávez          |                    |
| Avenida Elmer Faucett       |                       |                    |
| 14                          | Quilca                |                    |
| 15                          | Lima Cargo            |                    |
| 16                          | Aduanas               |                    |
| 17                          | Outlet                |                    |
| 18                          | Grupo 8               |                    |
| 19                          | Aeronaval             |                    |
| 20                          | Canta Callao          |                    |
| Avenida Canta Callao        |                       |                    |
| 21                          | Bertello              |                    |
| 22                          | Pacasmayo             |                    |
| 23                          | Dominicos             |                    |
| 24                          | Izaguirre             |                    |
| 25                          | Santa Rosa            |                    |
| 26                          | Los Alisos            |                    |
| 27                          | Los Olivos            |                    |
| 28                          | Los Nogales           |                    |
| Avenida Naranjal            |                       |                    |
| 29                          | Portales del Naranjal |                    |
| 30                          | Huandoy               |                    |
| Avenida Próceres de Huandoy |                       |                    |
| 31                          | Complejo Deportivo    |                    |
| 32                          | Marañón               |                    |
| 33                          | Próceres              |                    |
| Avenida A                   |                       |                    |
| 34                          | Avenida B             |                    |
| Avenida Canta Callao        |                       |                    |
| 35                          | Avenida A             |                    |